# Кавачі-Нагано
34°27′29″ пн. ш. 135°33′51″ сх. д. / 34.458083333333° пн. ш. 135.56413888889° сх. д.
Кава́чі-Нага́но (яп. 河内長野市, かわちながのし, МФА: [kawat͡ɕi nagano ɕi̥]?) — місто в Японії, в префектурі Осака. Отримало статус міста 1954 року. Площа становить 109,61 км². Станом на 1 липня 2012 року населення складало 110 871 осіб, густота населення — 1010 осіб/км².

## Демографія
За даними перепису населення Японії, населення Кавачі-Нагано зростало до 2000 року, після чого почало падати. Станом на 2020 рік населення складало 101 692 осіб, густота населення — 927,6 осіб/км².

## Історія
Кавачі-Нагано отримало статус міста 1 квітня 1954 року.